# 鼠标手势
利用滑鼠的移動來執行某些命令的方式。目前分为支持浏览器的鼠标手势和支持桌面窗口的鼠标手势两类，支持浏览器的鼠标手势一般为浏览器自带或采用插件的形式实现，支持桌面窗口管理的鼠标手势主要有MouseGesture，Strokeit ，gMote ，搜狗鼠标手势等。

在某些支持滑鼠手勢的軟件中可以使用這個功能。例如在Maxthon中，按住滑鼠右鍵並且按下—右的順序移動滑鼠，既可以關閉當前視窗。在Firefox中安裝Fire Gestures套件，按住滑鼠右鍵並且按向左或向右就能控制Firefox上一頁或下一頁。

## 支援滑鼠手勢的瀏覽器
- KIKI
- Lunascape
- Opera
- Sleipnir
- unDonut
- Maxthon

以擴張外掛支援的瀏覽器：
- Mozilla Firefox
- Internet Explorer
- Google Chrome

## 以滑鼠手勢為要素的遊戲
- 善與惡

## 外部連結
- Fire Gestures （页面存档备份，存于）